# Torneo Apertura 2022 Liga de Plata
El torneo Apertura 2022  es la cuadragésima séptima Edición  bajo la modalidad de torneos cortos y la nonagésima sexta Edición de la Liga de plata desde su fundación en 1950
| torneo Apertura 2022                          | torneo Apertura 2022           |
| --------------------------------------------- | ------------------------------ |
| XLVII Edición                                 | 96° Segunda División           |
| Datos generales                               | Datos importantes              |
| sede                                          | El Salvador                    |
| Fecha de inicio                               | 17 de septiembre               |
| Fecha de cierre                               | 14 de enero                    |
| palmares                                      |                                |
| Def titulo                                    | CD Dragón                      |
| campeon                                       | Fuerte San Francisco           |
| Subcampeón                                    | Asociación Deportiva Destroyer |
| Semifinalistas                                | CD Cacahuatique y CD Titan     |
| Datos estadísticos                            |                                |
| participantes                                 | 20 equipos                     |
| Partidos                                      | 194 de 194                     |
| Goles                                         | 658 goles (5.3) por partido    |
| máximo goleador                               | Jhonathan nolasco (18)         |
| Cronologia                                    |                                |
| Clausura 2022 y Apertura 2022 y Clausura 2023 |                                |
| Sitio oficial segundadivision.org             |                                |

## Sistema de competición
El Torneo de la Liga de ascenso está conformado en 2 partes :
Fase regular : se integra por 18 jornadas del torneo
Fase final se integra  se integra por los cuartos de final semifinal y final
a partir de estos dos conceptos se llevara a cabo este torneo igual que los anteriores y son claves para obtener claridad sobre este sistema de puntos       

### Fase regular
Se utiliza el tradicional sistema de puntos en la ubicación en la tabla general, cuyo sistema está sujeto a las siguientes reglas
▪︎una victoria por juego ganado 3 puntos 
▪︎un empate por juego empatado 1 punto
▪︎ una derrota por juego perdido 0 Puntos 
En esta fase participan los 20 equipos de la Liga de ascenso jugando a cada torneo a visita recíproca según el grupo A que pertenece 
El orden de los equipos será determinado según las victorias que haya obtenido cada equipo  a la diferencia de goles a los enfrentamientos directos contra un equipo a la diferencia positiva de los goles a las tarjetas amarillas etc. 
Será determinante bajo estos criterios de desempate 
▪︎mayor cantidad de puntos que haya obtenido un equipo durante la fase regular 
▪︎mayor Cantidad de victorias contra todos los equipos 
▪︎ victorias decisivas contra un equipo específico 
▪︎ El criterio de diferencia de goles 
▪︎el Comité hará un desempate para determinar el liderato

### Fase final
La fase final se termina con 4 equipos que provienen de los 2 gruposal que pertenecen y que al final serán reubicados para jugar a eliminación directa 
▪︎cuartos de final 
▪︎semifinales 
▪︎ final
Los que pasen a cuartos de final semifinal y final son aquellos que se enfrentan a dos partidos ida y vuelta quien anote número de goles quedará definido por un marcador global 
Los partidos de cuartos de final se jugarán de la siguiente manera:
1° grupo A vs 4° grupo b
2° grupo A vs 3° grupo b
1 ° grupo b vs 4° grupo A
2° grupo b vs  3° grupo A
Y en las semifinales participaran 4 equipos 
Clasificado 1 vs Clasificado 4
Clasificado 2 vs Clasificado 3

## Equipos participantes
| Equipos                                             | N.º | Departamento |
| --------------------------------------------------- | --- | ------------ |
| Marte Soyapango y Inter ss CSD Vendaval ILOPANGO FC | 4   | San Salvador |
| 11 lobos y CD Titan y AD masahuat                   | 3   | Santa Ana    |
| Corinto FC y Fuerte San Francisco y CD Pipil        | 3   | Morazán      |
| ADM JUAYUA y Racing jr y RA Sonsonate               | 3   | Sonsonate    |
| CD Cacahuatique y CD Gerardo barrios                | 2   | San Miguel   |
| Municipal Limeño y Atlético Balboa                  | 2   | La Unión     |
| Real Destroyer y San Pablo Municipal tacachico      | 2   | La Libertad  |
| Topiltzín                                           | 1   | Usulután     |

## Desarrollo

### Grupo-Occidente
los 4 primeros pasan a la siguiente ronda
| n° | Equipo                             | Pj | PG | PE | PP | GF | GC | DIF | PTS |
| -- | ---------------------------------- | -- | -- | -- | -- | -- | -- | --- | --- |
| 1° | Real Destroyer (C)                 | 18 | 15 | 2  | 1  | 54 | 18 | 36+ | 47  |
| 2  | CD Titan (C)                       | 18 | 13 | 3  | 2  | 50 | 27 | 23+ | 42  |
| 3° | INTER SS (C)                       | 18 | 11 | 3  | 4  | 41 | 19 | 22+ | 36  |
| 4° | ADM Juayua (C)                     | 18 | 9  | 3  | 6  | 29 | 18 | 11+ | 30  |
| 5° | Club Deportivo San Pablo Municipal | 18 | 9  | 2  | 7  | 29 | 23 | 6+  | 29  |
| 6° | 11 Lobos                           | 18 | 6  | 2  | 10 | 28 | 39 | 11- | 20  |
| 7° | RA Sonsonate                       | 18 | 4  | 6  | 8  | 26 | 37 | 11- | 18  |
| 8° | Racing jr                          | 18 | 5  | 2  | 11 | 28 | 45 | 17- | 17  |
| 9° | CSD Vendaval                       | 18 | 3  | 0  | 13 | 17 | 21 | 38  | 9   |
| 10 | AD masahuat                        | 18 | 2  | 2  | 14 | 19 | 54 | 35  | 8   |

### Grupo-Oriente
Tabla general de posiciones 
| N.º | Equipo                   | PJ | PG | PE | PP | GF | GC | DIF | PTS |
| --- | ------------------------ | -- | -- | -- | -- | -- | -- | --- | --- |
| 1°  | CD Cacahuatique (C)      | 18 | 12 | 3  | 3  | 29 | 15 | 14+ | 39  |
| 2°  | Atlético Balboa (C)      | 18 | 9  | 6  | 3  | 24 | 14 | 10+ | 33  |
| 3°  | Fuerte San Francisco (C) | 18 | 8  | 6  | 4  | 20 | 19 | 1+  | 30  |
| 4°  | Marte Soyapango (C)      | 18 | 8  | 5  | 5  | 25 | 17 | 8+  | 29  |
| 5°  | ILOPANGO FC              | 18 | 8  | 3  | 7  | 24 | 22 | 2+  | 27  |
| 6°  | CORINTO FC               | 18 | 5  | 8  | 5  | 20 | 22 | 2-  | 24  |
| 7°  | Municipal Limeño         | 18 | 7  | 3  | 8  | 26 | 19 | 7+  | 24  |
| 8°  | CD Pipil                 | 18 | 5  | 4  | 9  | 30 | 27 | 3+  | 19  |
| 9°  | CD Gerardo Barrios       | 18 | 3  | 2  | 13 | 14 | 47 | 33- | 11  |
| 10° | Topiltzín                | 18 | 3  | 3  | 10 | 20 | 30 | 10- | 10  |

los 4 primeros pasan a la primera fase

## Fase final

### centro occidente
Cuartos de final
ADM Juayua 0 - 2 Real Destroyer
Real Destroyer 1 - 1 ADM Juayua
(Global 3 - 1 a favor de Real Destroyer)

INTER SS 1 - 0 CD Titan
CD Titan 6 - 0 INTER SS
(Global  7 - 1 a favor de CD Titan)
Semifinales 
CD Titan 1 - 0  Real Destroyer
Real Destroyer 4 - 1 CD Titan
(Global 4 - 2 a favor de Real Destroyer)

### Centro oriente
Cuartos de final 
Marte Soyapango 0 - 0  CD Cacahuatique
CD Cacahuatique 4 - 0 Marte Soyapango
(Global 4 - 0 a favor de Marte Soyapango)
Fuerte San Francisco 3 - 1 Atlético Balboa
Atlético Balboa 0 - 0 Fuerte San Francisco
(Global 3 - 1 a favor de Fuerte San Francisco)
Semifinales 
Fuerte San Francisco 2 - 0  Cacahuatique
Cacahuatique 3 - 2  Fuerte San Francisco
(Global 4 - 3 a favor de Fuerte San Francisco)

## Final
Real Destroyer 0 - 2 Fuerte San Francisco
El Fuerte San Francisco es campeón de segunda División Apertura 2022 obtiene  medio boleto por lo que si no gana el torneo disputará una final de ascenso para ascender a la primera división salvadoreña. 
 Fuerte San Francisco 2° título      